# Schizura clamenhoa
Schizura clamenhoa är en fjärilsart som beskrevs av Dyar 1915. Schizura clamenhoa ingår i släktet Schizura och familjen tandspinnare. Inga underarter finns listade.